# Quintet de corda núm. 3 (Mozart)
El Quintet de corda núm. 3 en do major, K. 515, fou escrit per Wolfgang Amadeus Mozart el 1787. Com tots els quintets de corda de Mozart, es tracta d'una obra escrita per al que es coneix com a "quintet amb viola": un quartet de corda més una viola addicional.
L'obra fou completada el 19 d'abril de 1787, menys d'un mes abans d'haver acabat el seu tempestuós Quintet de corda núm. 4 en sol menor. No seria aquesta l'última vegada en què un gran parell d'obres amb la mateixes tonalitats (do major – sol menor) són publicades amb una gran proximitat temporal i reben números consecutius en el Catàleg Köchel. L'any següent, la Simfonia núm. 40 en sol menor i la Simfonia núm. 41 en do major serien completades amb unes setmanes de diferència.
Aquest quintet inspirà Franz Schubert en la composició del seu Quintet de corda, compost en la mateixa tonalitat, tot i que està escrit per a dos violoncels en lloc de les dues violes presents en el quintet de Mozart. El tema inicial de l'obra de Schubert conserva moltes de les característiques dels temes inicials mozartians, per exemple en els ornaments, frases d'irregular extensió i arpegis ascendents en staccato; aquests últims només apareixen a la recapitulació de l'obra de Schubert.

## Anàlisi musical
L'obra consta de quatre moviments estàndards:
1. Allegro
2. Andante
3. Menuetto: Allegretto
4. Allegro

Tot i seguir a grans trets l'estructura habitual de quatre moviments, els moviments centrals es presenten en un ordre invers; l'scherzo precedeix al moviment lent. Les criteris de Mozart pel que fa a l'ordre en els moviment no estan del tot clars, i ambdues distribucions en l'estructura són comunes entre els compositors de música de cambra.
El primer moviment és molt extens i és el moviment en forma sonata més llarg mai escrit abans de les aportacions de Ludwig van Beethoven.